# Zorgverzekering Caribisch Nederland
De zorgverzekering Caribisch Nederland is een verplichte, collectieve zorgverzekering. Sinds 1 januari 2011 is in de regel iedereen die legaal in de openbare lichamen Bonaire, Sint Eustatius of Saba woont en/of werkt van rechtswege tegen ziektekosten verzekerd.
De zorgverzekering dekt zowel de curatieve als de langdurige zorg. Voor de langdurige zorg bestond tot 1 januari 2011 de AVBZ (Algemene Verzekering Bijzondere Ziektekosten) die te vergelijken is met de Europees-Nederlandse AWBZ. Voor de curatieve zorg bestonden er voor 1 januari 2011 verschillende regelingen voor onder andere ambtenaren en armlastigen. Andere inwoners hadden een particuliere zorgverzekering en er bestond een groep onverzekerden.
De kosten van de verzekering worden deels gedekt door premieheffingen. In 2012 betaalt een verzekerde 0,5% premie over zijn inkomen, waarbij dient te worden opgemerkt dat deze en andere premiepercentages voor de volksverzekeringen AOV en AWW zijn geïntegreerd in de vlaktaks van 30,4%. De werkgeverspremie voor de curatieve zorg bedraagt 16,1% in 2012.
De zorgverzekering wordt uitgevoerd door het Zorgverzekeringskantoor BES (ZVK), een onderdeel van de Rijksdienst Caribisch Nederland (RCN). De wettelijke basis van de zorgverzekering wordt gevormd door het Besluit zorgverzekering BES, dat zijn grondslag heeft in de Invoeringswet openbare lichamen Bonaire, Sint Eustatius en Saba (IBES).
Qua opzet vertoont de zorgverzekering Caribisch Nederland sterke overeenkomsten met de Arubaanse Algemene Ziektekosten Verzekering (AZV) die in 2001 werd ingevoerd.